# Landtagswahl in Baden-Württemberg 1984
- SPD: 41
- Grüne: 9
- FDP/DVP: 8
- CDU: 68

Die Landtagswahl in Baden-Württemberg 1984 fand am 25. März statt. Die CDU unter Ministerpräsident Lothar Späth konnte trotz leichter Stimmenverluste ihre absolute Mehrheit verteidigen. Auch SPD (unter ihrem Spitzenkandidaten Ulrich Lang) und FDP/DVP mussten Stimmenverluste hinnehmen. Lediglich die Grünen verzeichneten Stimmengewinne und lösten damit die FDP/DVP als drittstärkste Kraft im Landtag ab. Die sonstigen Parteien blieben bedeutungslos, sie vereinnahmten nur ein halbes Prozent aller Wählerstimmen.

## Ausgangslage
Bei der Landtagswahl 1980 hatte die alleinregierende CDU unter Führung des Ministerpräsidenten Lothar Späth die absolute Mehrheit der Wählerstimmen und der Mandate verteidigt.

## Ergebnis
| Partei                 | Stimmen   | Anteil           | Sitze | Kreis- wahl- vor- schläge | Erst- mandate | Zweit- mandate | Sitze 1980 |
| ---------------------- | --------- | ---------------- | ----- | ------------------------- | ------------- | -------------- | ---------- |
| CDU                    | 2.412.085 | 51,87 %          | 68    | 70                        | 67            | 1              | 68         |
| SPD                    | 1.507.088 | 32,41 %          | 41    | 70                        | 3             | 38             | 40         |
| GRÜNE                  | 372.374   | 8,01 %           | 9     | 67                        |               | 9              | 6          |
| FDP/DVP                | 333.386   | 7,17 %           | 8     | 70                        |               | 8              | 10         |
| DKP                    | 13.620    | 0,29 %           |       | 70                        |               |                |            |
| EAP                    | 1.632     | 0,04 %           |       | 15                        |               |                |            |
| FAP                    | 338       | 0,00 %           |       | 2                         |               |                |            |
| Einzelbewerber         | 9.663     | 0,21 %           |       | 6                         |               |                |            |
| gültige Stimmen        | 4.650.186 | 100,00 % 98,79 % | 126   | 370                       | 70            | 56             | 124        |
| ungültige Stimmen      | 56.055    | 1,21 %           |       |                           |               |                |            |
| Wähler Wahlbeteiligung | 4.706.241 | 100,00 % 71,21 % |       |                           |               |                |            |
| Wahlberechtigte        | 6.609.204 | 100,00 %         |       |                           |               |                |            |

|                                 | Regierungsbezirk Stuttgart                      | Regierungsbezirk Stuttgart                      | Regierungsbezirk Stuttgart                      | Regierungsbezirk Stuttgart                      | Regierungsbezirk Stuttgart                      | Regierungsbezirk Karlsruhe | Regierungsbezirk Karlsruhe | Regierungsbezirk Karlsruhe | Regierungsbezirk Karlsruhe | Regierungsbezirk Karlsruhe | Regierungsbezirk Freiburg | Regierungsbezirk Freiburg | Regierungsbezirk Freiburg | Regierungsbezirk Freiburg | Regierungsbezirk Freiburg | Regierungsbezirk Tübingen | Regierungsbezirk Tübingen | Regierungsbezirk Tübingen | Regierungsbezirk Tübingen | Regierungsbezirk Tübingen |
| Anzahl/ Stimmen                 | %                                               | Kreis- wahl- vor- schläge                       | Direkt- man- date                               | Sitze                                           | Anzahl/ Stimmen                                 | %                          | Kreis- wahl- vor- schläge  | Direkt- man- date          | Sitze                      | Anzahl/ Stimmen            | %                         | Kreis- wahl- vor- schläge | Direkt- man- date         | Sitze                     | Anzahl/ Stimmen           | %                         | Kreis- wahl- vor- schläge | Direkt- man- date         | Sitze                     |                           |
| ------------------------------- | ----------------------------------------------- | ----------------------------------------------- | ----------------------------------------------- | ----------------------------------------------- | ----------------------------------------------- | -------------------------- | -------------------------- | -------------------------- | -------------------------- | -------------------------- | ------------------------- | ------------------------- | ------------------------- | ------------------------- | ------------------------- | ------------------------- | ------------------------- | ------------------------- | ------------------------- | ------------------------- |
| Wahlberechtigte                 | 2.444.761                                       |                                                 |                                                 |                                                 |                                                 | 1.736.988                  |                            |                            |                            |                            | 1.354.050                 |                           |                           |                           |                           | 1.073.405                 |                           |                           |                           |                           |
| Wähler                          | 1.772.752                                       | 72,5                                            |                                                 |                                                 |                                                 | 1.219.437                  | 70,2                       |                            |                            |                            | 943.806                   | 69,7                      |                           |                           |                           | 770.246                   | 71,8                      |                           |                           |                           |
| Gültige Stimmen                 | 1.754.033                                       | 98,9                                            |                                                 |                                                 |                                                 | 1.202.476                  | 98,6                       |                            |                            |                            | 932.023                   | 98,8                      |                           |                           |                           | 761.654                   | 98,9                      |                           |                           |                           |
|                                 |                                                 |                                                 |                                                 |                                                 |                                                 |                            |                            |                            |                            |                            |                           |                           |                           |                           |                           |                           |                           |                           |                           |                           |
| CDU                             | 861.331                                         | 49,1                                            | 26                                              | 26                                              | 26                                              | 605.607                    | 50,4                       | 19                         | 17                         | 17                         | 493.285                   | 52,9                      | 14                        | 13                        | 13                        | 451.862                   | 59,3                      | 11                        | 11                        | 12                        |
| SPD                             | 606.109                                         | 34,6                                            | 26                                              |                                                 | 18                                              | 423.554                    | 35,2                       | 19                         | 2                          | 11                         | 284.511                   | 30,5                      | 14                        | 1                         | 7                         | 192.914                   | 25,3                      | 11                        |                           | 5                         |
| Grüne                           | 128.112                                         | 7,3                                             | 23                                              |                                                 | 4                                               | 94.540                     | 7,9                        | 19                         |                            | 2                          | 86.820                    | 9,3                       | 14                        |                           | 2                         | 62.902                    | 8,3                       | 11                        |                           | 1                         |
| FDP/DVP                         | 151.849                                         | 8,7                                             | 26                                              |                                                 | 4                                               | 74.484                     | 6,2                        | 19                         |                            | 2                          | 60.697                    | 6,5                       | 14                        |                           | 1                         | 46.356                    | 6,1                       | 11                        |                           | 1                         |
| DKP                             | 5.001                                           | 0,3                                             | 26                                              |                                                 |                                                 | 3.772                      | 0,3                        | 19                         |                            |                            | 2.835                     | 0,3                       | 14                        |                           |                           | 2.012                     | 0,3                       | 11                        |                           |                           |
| EAP                             | 855                                             | 0,0                                             | 7                                               |                                                 |                                                 | 519                        | 0,0                        | 6                          |                            |                            | 175                       | 0,0                       | 1                         |                           |                           | 83                        | 0,0                       | 1                         |                           |                           |
| FAP                             | 93                                              | 0,0                                             | 1                                               |                                                 |                                                 |                            |                            | —                          |                            |                            |                           |                           | —                         |                           |                           | 245                       | 0,0                       | 1                         |                           |                           |
| Einzelbewerber                  | 683                                             | 0,0                                             | 1                                               |                                                 |                                                 |                            |                            | —                          |                            |                            | 3.700                     | 0,4                       | 4                         |                           |                           | 5.280                     | 0,7                       | 1                         |                           |                           |
| Überhang- und Ausgleichsmandate | CDU: 3 Überhangmandate SPD: 2 Ausgleichsmandate | CDU: 3 Überhangmandate SPD: 2 Ausgleichsmandate | CDU: 3 Überhangmandate SPD: 2 Ausgleichsmandate | CDU: 3 Überhangmandate SPD: 2 Ausgleichsmandate | CDU: 3 Überhangmandate SPD: 2 Ausgleichsmandate | CDU: 1 Überhangmandat      | CDU: 1 Überhangmandat      | CDU: 1 Überhangmandat      | CDU: 1 Überhangmandat      | CDU: 1 Überhangmandat      |                           |                           |                           |                           |                           |                           |                           |                           |                           |                           |

Die CDU gewann 67 ihrer 68 Sitze als Direktmandate. Im Landtagswahlkreis Biberach gewann die CDU erneut sowohl das Direktmandat als auch ein Zweitmandat. Bei keiner späteren Landtagswahl gelang es einer Partei, zwei Sitze in einem Wahlkreis zu erringen. Die Wahl war die letzte Landtagswahl vor 2016, bei der die CDU ein Zweitmandat erhielt. Die SPD konnte – wie schon 1980 – drei Direktmandate erringen; ihre übrigen Abgeordneten zogen wie sämtliche Abgeordneten von FDP und Grünen über Zweitmandate in den Landtag ein. Das baden-württembergische Landtagswahlrecht kennt keine Listen. Die Grünen traten wegen Fristversäumnis in den drei Wahlkreisen im Landkreis Esslingen nicht an.